# 지방시대 부산
지방시대 부산은 부산MBC 표준FM(부산 FM 95.9MHz, 기장 FM 106.5MHz, 양산 FM 97.7MHz, AM 1161kHz)에서 매주 일요일 아침 8시 5분부터 아침 9시까지 방송되는 라디오 토론 프로그램이며, 부산의 현안들을 패널들과 논하는 프로그램이다. 현재는 동시간대에 부산MBC TV에서 방송하는 시사포커스를 수중계 했으며 2021년 7월 18일을 끝으로 30년만에 폐지되었다.

## 진행
- 김동현 아나운서 (부산MBC 시사포커스 진행자)